# راسيل إم. نيلسون
راسيل إم. نيلسون (بالإنجليزية: Russell M. Nelson)‏ هو طبيب قلب وجراح أمريكي، ولد في 9 سبتمبر 1924 في مدينة سولت ليك في الولايات المتحدة.